# Melsztyn
Melsztyn – wieś w Polsce położona w województwie małopolskim, w powiecie tarnowskim, w gminie Zakliczyn.

## Historia
Na wzgórzu gdzie znajdują się obecnie ruiny zamku, stała warownia Spytka z Melsztyna. Nazwa wsi ma pochodzenie niemieckie (od Mühlstein – kamień młyński).
Zamek ten powstał w XIV wieku, został spalony w 1771 roku w czasie walk sił konfederacji barskiej z wojskami rosyjskimi. Z murów zamkowych rozpościera się widok na Dunajec oraz odległy o 3 km Zakliczyn. Po stronie południowej zamku znajdowały się kiedyś uprawy winnej latorośli, zasadzonej przez Lanckorońskich. Ewaryst Andrzej, hrabia Kuropatnicki w wydanej po raz pierwszy w 1786 r. „Geografii (...) Galicyi i Lodomeryi” pisał o Melsztynie: Zamek (...) pusty; z dalekich zewsząd stron daje się widzieć. Piwnice tu są sławne. Niedaleko tego zamku JW. dziedzic zasadził z latorośli węgierskich winnicę, z niej po kilka i kilkanaście czasem beczek wina miewa, ale bardzo ordynaryjne.
Wnukiem Spicimira, właściciela zamku, był Spytko II, który w wieku lat 18 został kasztelanem krakowskim, następnie od Władysława Jagiełły otrzymał tytuł zarządcy Podola (zginął 12 lub 16 sierpnia 1399, walcząc z Tatarami nad Worsklą). Jego synowie Jan i Spytek Melsztyński (1398–1439) byli politycznymi przeciwnikami Zbigniewa Oleśnickiego. Spytek, kasztelan biecki, był też właścicielem m.in. zamku w Rabsztynie. Zginął w bitwie z wojskami biskupa Zbigniewa Oleśnickiego pod Grotnikami w 1439, gdzie nad obnażonym jego ciałem, leżącym przez trzy dni na polu bitwy, odprawiono sąd a wziętych do niewoli jego zwolenników bezlitośnie ścięto.
Kolejnymi właścicielami Melsztyna byli Jordanowie, Zborowscy wraz z Sobkami, Tarłowie i Lanckorońscy do XIX wieku. Wieś należąca do dóbr Melsztyn, leżąca w powiecie sądeckim województwa krakowskiego należała w XVII wieku do kasztelana sądeckiego Zygmunta Tarły. 10 km na zachód od Melsztyna położony jest zamek w Czchowie oraz zamek Tropsztyn.
Z Melsztyna pochodziła Jadwiga (z Leżenic) Melsztyńska-Pilecka, matka chrzestna króla Władysława II Jagiełły.
W latach 1975–1998 miejscowość leżała w województwie tarnowskim.

## Zabytki
Obiekty wpisane do rejestru zabytków nieruchomych województwa małopolskiego.
- Zamek w Melsztynie;
- miejsce historyczne po dawnym kościele parafialnym pw. Świętego Krzyża.

### Pomnik przyrody
W Melsztynie, przy drodze wojewódzkiej nr 980, rośnie niemal 250-letnia topola czarna. Drzewo liściaste o regularnym, lekko krzywym pniu, o obwodzie 788 cm i wysokości 36 m (dane z roku 2020). Melsztyńska topola posiada status pomnika przyrody od 1933 roku.

## Galeria zdjęć

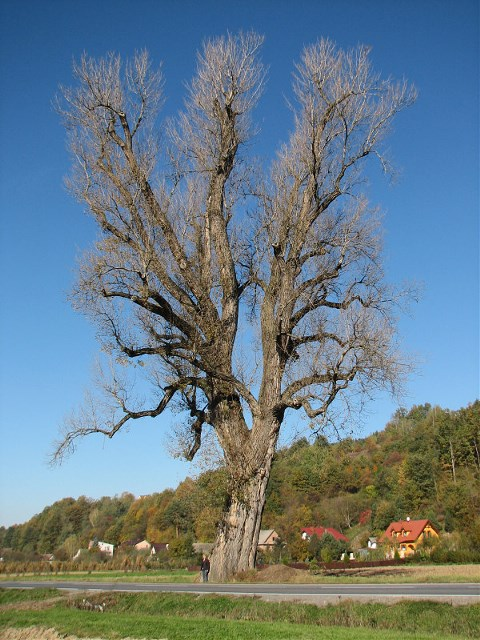
Topola czarna w Melsztynie
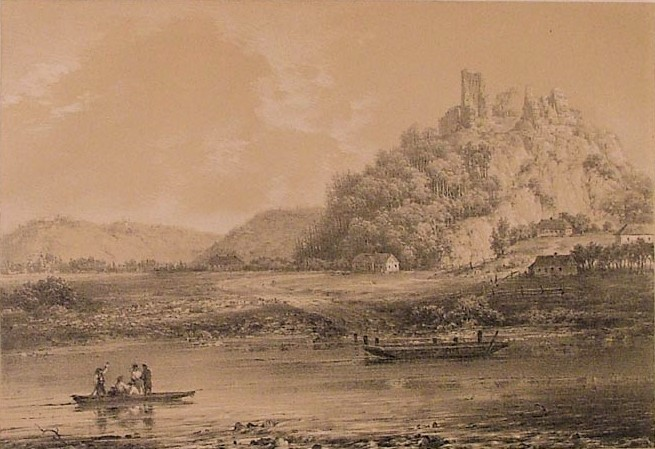
Napoleon Orda 1880